# The Very Best of Enya
The Very Best of Enya là album tuyển tập thứ hai của ca sĩ kiêm sáng tác nhạc người Ireland Enya, phát hành ngày 23 tháng 11 năm 2009 bởi Warner Bros. Records và Reprise Records. Được ra mắt giữa thời điểm nữ ca sĩ nghỉ ngơi dài hạn sau khi phát hành album trước And Winter Came... (2008), đĩa nhạc là tập hợp những bài hát nằm trong bảy album phòng thu đầu tiên của cô như Enya (1987), Watermark (1988), Shepherd Moons (1991),  The Memory of Trees (1995), A Day Without Rain (2000), Amarantine (2005) và And Winter Came... (2008). Ngoài, album còn bao gồm hai bản nhạc do Enya sáng tác cho nhạc phim của bộ phim năm 2001 The Lord of the Rings: The Fellowship of the Ring, với một phiên bản chưa từng ra mắt trước đó của "Aníron" và một đĩa DVD tổng hợp hầu hết những video ca nhạc của cô trong hơn hai thập niên.
Khác với album tuyển tập đầu tiên của nữ ca sĩ Paint the Sky with Stars (1995), The Very Best of Enya không bao gồm bất kỳ bản thu âm mới nào.  Sau khi phát hành, album nhận được những phản ứng tích cực từ các nhà phê bình âm nhạc, trong đó họ ghi nhận đây là tác phẩm tuyển tập hiếm hoi có tổng thể mượt mà. Đĩa nhạc cũng gặt hái những thành công tương đối về mặt thương mại khi lọt vào top 40 ở hầu hết những quốc gia, bao gồm vươn đến top 10 ở những thị trường nổi bật như Argentina, Cộng hòa Séc, Hy Lạp, Nhật Bản và New Zealand. The Very Best of Enya đạt vị trí thứ 55 trên bảng xếp hạng Billboard 200, trở thành đĩa nhạc thứ tám của nữ ca sĩ xuất hiện tại Hoa Kỳ, cũng như thống trị bảng xếp hạng Billboard New Age Albums trong 190 tuần. Nữ ca sĩ không xuất hiện và trình diễn trên những chương trình truyền hình và lễ trao giải lớn để quảng bá album.

## Danh sách bài hát
| The Very Best of Enya – Phiên bản tiêu chuẩn | The Very Best of Enya – Phiên bản tiêu chuẩn        | The Very Best of Enya – Phiên bản tiêu chuẩn                                           | The Very Best of Enya – Phiên bản tiêu chuẩn |
| STT                                          | Nhan đề                                             | Album                                                                                  | Thời lượng                                   |
| -------------------------------------------- | --------------------------------------------------- | -------------------------------------------------------------------------------------- | -------------------------------------------- |
| 1.                                           | "Orinoco Flow"                                      | Watermark                                                                              | 4:29                                         |
| 2.                                           | "Aníron (I Desire)" (phiên bản chưa từng phát hành) | The Lord of the Rings: The Fellowship of the Ring – Original Motion Picture Soundtrack | 2:42                                         |
| 3.                                           | "Storms in Africa"                                  | Watermark                                                                              | 4:04                                         |
| 4.                                           | "Caribbean Blue"                                    | Shepherd Moons                                                                         | 3:58                                         |
| 5.                                           | "Book of Days"                                      | Shepherd Moons                                                                         | 2:55                                         |
| 6.                                           | "The Celts"                                         | Enya                                                                                   | 2:55                                         |
| 7.                                           | "Only Time"                                         | A Day Without Rain                                                                     | 3:36                                         |
| 8.                                           | "Wild Child"                                        | A Day Without Rain                                                                     | 3:46                                         |
| 9.                                           | "Water Shows the Hidden Heart"                      | Amarantine                                                                             | 4:38                                         |
| 10.                                          | "Anywhere Is"                                       | The Memory of Trees                                                                    | 3:57                                         |
| 11.                                          | "Cursum Perficio"                                   | Watermark                                                                              | 4:07                                         |
| 12.                                          | "Amarantine"                                        | Amarantine                                                                             | 3:09                                         |
| 13.                                          | "Aldebaran"                                         | Enya                                                                                   | 3:05                                         |
| 14.                                          | "Trains and Winter Rains"                           | And Winter Came...                                                                     | 3:42                                         |
| 15.                                          | "Watermark"                                         | Watermark                                                                              | 2:25                                         |
| 16.                                          | "Boadicea"                                          | Enya                                                                                   | 3:31                                         |
| 17.                                          | "A Day Without Rain"                                | A Day Without Rain                                                                     | 2:35                                         |
| 18.                                          | "May It Be"                                         | The Lord of the Rings: The Fellowship of the Ring – Original Motion Picture Soundtrack | 3:31                                         |
| Tổng thời lượng:                             | Tổng thời lượng:                                    | Tổng thời lượng:                                                                       | 63:59                                        |

| The Very Best of Enya – Phiên bản tại Hoa Kỳ (bản nhạc bổ sung) | The Very Best of Enya – Phiên bản tại Hoa Kỳ (bản nhạc bổ sung) | The Very Best of Enya – Phiên bản tại Hoa Kỳ (bản nhạc bổ sung) | The Very Best of Enya – Phiên bản tại Hoa Kỳ (bản nhạc bổ sung) |
| STT                                                             | Nhan đề                                                         | Album                                                           | Thời lượng                                                      |
| --------------------------------------------------------------- | --------------------------------------------------------------- | --------------------------------------------------------------- | --------------------------------------------------------------- |
| 19.                                                             | "Oíche Chiúin (Chorale)"                                        | And Winter Came...                                              | 3:31                                                            |

| The Very Best of Enya – Phiên bản tại Canada (bản nhạc bổ sung) | The Very Best of Enya – Phiên bản tại Canada (bản nhạc bổ sung) | The Very Best of Enya – Phiên bản tại Canada (bản nhạc bổ sung) | The Very Best of Enya – Phiên bản tại Canada (bản nhạc bổ sung) |
| STT                                                             | Nhan đề                                                         | Album                                                           | Thời lượng                                                      |
| --------------------------------------------------------------- | --------------------------------------------------------------- | --------------------------------------------------------------- | --------------------------------------------------------------- |
| 20.                                                             | "How Can I Keep From Singing?"                                  | Shepherd Moons                                                  | 4:26                                                            |

| The Very Best of Enya – Phiên bản tại Nhật Bản (bản nhạc bổ sung) | The Very Best of Enya – Phiên bản tại Nhật Bản (bản nhạc bổ sung) | The Very Best of Enya – Phiên bản tại Nhật Bản (bản nhạc bổ sung) | The Very Best of Enya – Phiên bản tại Nhật Bản (bản nhạc bổ sung) |
| STT                                                               | Nhan đề                                                           | Album                                                             | Thời lượng                                                        |
| ----------------------------------------------------------------- | ----------------------------------------------------------------- | ----------------------------------------------------------------- | ----------------------------------------------------------------- |
| 19.                                                               | "To Go Beyond (Part II)"                                          | Enya                                                              | 2:50                                                              |
| 20.                                                               | "Only If..."                                                      | Paint the Sky with Stars                                          | 3:19                                                              |
| 21.                                                               | "Dreams Are More Precious"                                        | And Winter Came...                                                | 4:25                                                              |

| The Very Best of Enya – Phiên bản cao cấp | The Very Best of Enya – Phiên bản cao cấp | The Very Best of Enya – Phiên bản cao cấp                                              | The Very Best of Enya – Phiên bản cao cấp |
| STT                                       | Nhan đề                                   | Album                                                                                  | Thời lượng                                |
| ----------------------------------------- | ----------------------------------------- | -------------------------------------------------------------------------------------- | ----------------------------------------- |
| 1.                                        | "Trains and Winter Rains"                 | And Winter Came...                                                                     |                                           |
| 2.                                        | "My! My! Time Flies!"                     | And Winter Came...                                                                     |                                           |
| 3.                                        | "Stars and Midnight Blue"                 | And Winter Came...                                                                     |                                           |
| 4.                                        | "Amarantine"                              | Amarantine                                                                             |                                           |
| 5.                                        | "Sumiregusa"                              | Amarantine                                                                             |                                           |
| 6.                                        | "The River Sings"                         | Amarantine                                                                             |                                           |
| 7.                                        | "If I Could Be Where You Are"             | Amarantine                                                                             |                                           |
| 8.                                        | "Wild Child"                              | A Day Without Rain                                                                     |                                           |
| 9.                                        | "Only Time"                               | A Day Without Rain                                                                     |                                           |
| 10.                                       | "Drifting"                                | Amarantine                                                                             |                                           |
| 11.                                       | "Flora's Secret"                          | A Day Without Rain                                                                     |                                           |
| 12.                                       | "Fallen Embers"                           | A Day Without Rain                                                                     |                                           |
| 13.                                       | "One by One"                              | A Day Without Rain                                                                     |                                           |
| 14.                                       | "Pax Deorum"                              | The Memory of Trees                                                                    |                                           |
| 15.                                       | "Athair ar Neamh"                         | The Memory of Trees                                                                    |                                           |
| 16.                                       | "Anywhere Is"                             | The Memory of Trees                                                                    |                                           |
| 17.                                       | "Orinoco Flow"                            | Watermark                                                                              |                                           |
| 18.                                       | "Watermark"                               | Watermark                                                                              |                                           |
| 19.                                       | "Boadicea"                                | Enya                                                                                   |                                           |
| 20.                                       | "May It Be"                               | The Lord of the Rings: The Fellowship of the Ring – Original Motion Picture Soundtrack |                                           |
| 21.                                       | "Caribbean Blue"                          | Shepherd Moons                                                                         |                                           |
| 22.                                       | "Aníron (I Desire)"                       | The Lord of the Rings: The Fellowship of the Ring – Original Motion Picture Soundtrack |                                           |

| The Very Best of Enya – Phiên bản nhạc số iTunes Store và Spotify (bản nhạc bổ sung) | The Very Best of Enya – Phiên bản nhạc số iTunes Store và Spotify (bản nhạc bổ sung) | The Very Best of Enya – Phiên bản nhạc số iTunes Store và Spotify (bản nhạc bổ sung) | The Very Best of Enya – Phiên bản nhạc số iTunes Store và Spotify (bản nhạc bổ sung) |
| STT                                                                                  | Nhan đề                                                                              | Album                                                                                | Thời lượng                                                                           |
| ------------------------------------------------------------------------------------ | ------------------------------------------------------------------------------------ | ------------------------------------------------------------------------------------ | ------------------------------------------------------------------------------------ |
| 23.                                                                                  | "Oíche Chiúin [Chorale]"                                                             | And Winter Came...                                                                   | 3:49                                                                                 |

| The Very Best of Enya – Phiên bản nhạc số trên Amazon (bản nhạc bổ sung) | The Very Best of Enya – Phiên bản nhạc số trên Amazon (bản nhạc bổ sung) | The Very Best of Enya – Phiên bản nhạc số trên Amazon (bản nhạc bổ sung) | The Very Best of Enya – Phiên bản nhạc số trên Amazon (bản nhạc bổ sung) |
| STT                                                                      | Nhan đề                                                                  | Album                                                                    | Thời lượng                                                               |
| ------------------------------------------------------------------------ | ------------------------------------------------------------------------ | ------------------------------------------------------------------------ | ------------------------------------------------------------------------ |
| 23.                                                                      | "Oíche Chiúin [Chorale]"                                                 | And Winter Came...                                                       | 3:49                                                                     |
| 24.                                                                      | "Only Time (Remix)"                                                      | Only Time                                                                | 3:13                                                                     |

| The Very Best of Enya – Phiên bản cao cấp (DVD kèm theo) | The Very Best of Enya – Phiên bản cao cấp (DVD kèm theo) | The Very Best of Enya – Phiên bản cao cấp (DVD kèm theo) |
| STT                                                      | Nhan đề                                                  | Thời lượng                                               |
| -------------------------------------------------------- | -------------------------------------------------------- | -------------------------------------------------------- |
| 1.                                                       | "Orinoco Flow"                                           | 3:44                                                     |
| 2.                                                       | "Caribbean Blue"                                         | 3:38                                                     |
| 3.                                                       | "Only Time"                                              | 3:38                                                     |
| 4.                                                       | "The Celts"                                              | 3:08                                                     |
| 5.                                                       | "Amarantine"                                             | 3:05                                                     |
| 6.                                                       | "Trains and Winter Rains"                                | 3:17                                                     |
| 7.                                                       | "Evening Falls"                                          | 3:50                                                     |
| 8.                                                       | "Anywhere Is"                                            | 3:47                                                     |
| 9.                                                       | "It's in the Rain"                                       | 3:47                                                     |
| 10.                                                      | "Wild Child"                                             | 3:33                                                     |
| 11.                                                      | "Only If"                                                | 3:16                                                     |
| 12.                                                      | "Storms In Africa"                                       | 2:59                                                     |
| 13.                                                      | "On My Way Home"                                         | 4:26                                                     |
| 14.                                                      | "Enya: A Life In Music" (phim tài liệu)                  | 16:10                                                    |
| 15.                                                      | "Caribbean Blue" (hậu trường thực hiện)                  | 10:13                                                    |
| 16.                                                      | "Only Time" (hậu trường thực hiện)                       | 9:03                                                     |
| Tổng thời lượng:                                         | Tổng thời lượng:                                         | 01:21:32                                                 |

## Xếp hạng
| Bảng xếp hạng (2009–2023)           | Vị trí cao nhất |
| ----------------------------------- | --------------- |
| Album Argentina (CAPIF)             | 10              |
| Album Úc (ARIA)                     | 19              |
| Album Áo (Ö3 Austria)               | 18              |
| Album Bỉ (Ultratop Vlaanderen)      | 2               |
| Album Bỉ (Ultratop Wallonie)        | 19              |
| Album Canada (Billboard)            | 23              |
| Album Cộng hòa Séc (ČNS IFPI)       | 6               |
| Album Đan Mạch (Hitlisten)          | 12              |
| Album Hà Lan (Album Top 100)        | 11              |
| Album Châu Âu (Billboard)           | 18              |
| Album Đức (Offizielle Top 100)      | 19              |
| Album Hy Lạp (IFPI)                 | 9               |
| Album Hungaria (MAHASZ)             | 14              |
| Album Ireland (IRMA)                | 22              |
| Album Ý (FIMI)                      | 34              |
| Album Nhật Bản (Oricon)             | 6               |
| Album Mexico (Top 100 Mexico)       | 60              |
| Album New Zealand (RMNZ)            | 6               |
| Album Na Uy (VG-lista)              | 14              |
| Album Ba Lan (ZPAV)                 | 23              |
| Album Bồ Đào Nha (AFP)              | 13              |
| Album Tây Ban Nha (PROMUSICAE)      | 11              |
| Album Thụy Điển (Sverigetopplistan) | 20              |
| Album Thụy Sĩ (Schweizer Hitparade) | 8               |
| Album Anh Quốc (OCC)                | 32              |
| Album Hoa Kỳ Billboard 200          | 55              |
| Hoa Kỳ New Age Albums (Billboard)   | 1               |

| Bảng xếp hạng (2009)                | Vị trí |
| ----------------------------------- | ------ |
| Album Bỉ (Ultratop Flanders)        | 87     |
| Album Hungaria (MAHASZ)             | 97     |
| Album New Zealand (RMNZ)            | 31     |
| Album Anh Quốc (OCC)                | 157    |
| Bảng xếp hạng (2010)                | Vị trí |
| Album Bỉ (Ultratop Flanders)        | 10     |
| Album Bỉ (Ultratop Wallonia)        | 69     |
| Album Hà Lan (Album Top 100)        | 64     |
| Album Thụy Sĩ (Schweizer Hitparade) | 68     |
| Hoa Kỳ New Age Albums (Billboard)   | 2      |
| Bảng xếp hạng (2011)                | Vị trí |
| Hoa Kỳ New Age Albums (Billboard)   | 2      |
| Bảng xếp hạng (2020)                | Vị trí |
| Hoa Kỳ New Age Albums (Billboard)   | 1      |
| Bảng xếp hạng (2021)                | Vị trí |
| Hoa Kỳ New Age Albums (Billboard)   | 1      |
| Bảng xếp hạng (2022)                | Vị trí |
| Hoa Kỳ New Age Albums (Billboard)   | 1      |
| Bảng xếp hạng (2023)                | Vị trí |
| Hoa Kỳ New Age Albums (Billboard)   | 1      |
| Bảng xếp hạng (2024)                | Vị trí |
| Hoa Kỳ New Age Albums (Billboard)   | 2      |

## Chứng nhận
| Quốc gia | Chứng nhận | Số đơn vị/doanh số chứng nhận |
| --- | ---------- | ----------------------------- |
| Úc (ARIA) | Vàng       | 35.000^                       |
| Bỉ (BEA) | Vàng       | 15.000*                       |
| Đan Mạch (IFPI Đan Mạch) | Bạch kim   | 20.000‡                       |
| Đức (BVMI) | Vàng       | 150.000^                      |
| Ireland (IRMA) | Vàng       | 7.500^                        |
| Ý (FIMI) | Vàng       | 30.000*                       |
| New Zealand (RMNZ) | Bạch kim   | 15.000^                       |
| Ba Lan (ZPAV) | Vàng       | 10.000*                       |
| Tây Ban Nha (PROMUSICAE) | Vàng       | 30.000^                       |
| Anh Quốc (BPI) | Bạch kim   | 300.000‡                      |
| Tổng hợp |            |                               |
| Toàn cầu | —          | 905,000                       |
| * Chứng nhận dựa theo doanh số tiêu thụ. ^ Chứng nhận dựa theo doanh số nhập hàng. ‡ Chứng nhận dựa theo doanh số tiêu thụ và phát trực tuyến. |            |                               |

## Lịch sử phát hành
| Khu vực | Ngày              | Định dạng      | Hãng đĩa             |
| ------- | ----------------- | -------------- | -------------------- |
| Nhiều   | 23 tháng 11, 2009 | CD tải nhạc số | Warner Bros.         |
| Hoa Kỳ  | 1 tháng 12, 2009  | CD tải nhạc số | Reprise              |
| Nhiều   | 25 tháng 8, 2017  | LP             | Warner Bros. Reprise |